# گوش‌لو
گوش‌لو روستایی است که در استان اردبیل، شهرستان پارس‌آباد، بخش مرکزی، دهستان ساوالان قرار دارد.

## جمعیت
بر اساس سرشماری سال ۱۳۸۵ جمعیت این روستا ۱۶۸۰ نفر با ۳۵۵ خانوار بوده‌است.